# Mubrianax basipennis
Mubrianax basipennis is een keversoort uit de familie keikevers (Psephenidae). De wetenschappelijke naam van de soort werd in 1913 gepubliceerd door Maurice Pic.